# Arthur Browne (8e marquis de Sligo)
Arthur Howe Browne, 8e marquis de Sligo, (8 mai 1867 - 28 mai 1951), appelé Arthur Howe Browne jusqu'en 1903 et Lord Arthur Browne entre 1903 et 1941, est un militaire et pair britannique et irlandais.

## Biographie
Browne est le troisième fils de Henry Browne (5e marquis de Sligo), et de Catherine Henrietta Dicken, fille de William Stephens Dicken. Il fait ses études à la Windlesham House School de 1877 à 1880, puis au Clifton College.
En 1903, son père succède à son frère aîné comme marquis, et il reçoit le titre de courtoisie de Lord Arthur Browne. À la fin de sa vie, en 1941, il accède lui-même au marquisat à la mort prématurée de son neveu.
Après une période comme lieutenant dans la milice, Browne arrive premier aux concours de l'armée régulière et est nommé sous-lieutenant le 8 juin 1889 dans les Royal Munster Fusiliers. Il est promu lieutenant le 30 décembre 1891 et sert comme officier de transport dans la campagne de Tirah 1897-1898, après quoi il est promu capitaine le 27 août 1898. Il sert avec le 1er bataillon de son régiment en Afrique du Sud pendant la seconde guerre des Boers. À la fin de la guerre en 1902, il part avec le bataillon en Inde. Plus de 520 officiers et hommes quittent Le Cap sur le SS Lake Manitoba en septembre 1902 et arrivent à Bombay le mois suivant. Il est alors en poste à Multan au Pendjab. Il est major en 1907 et sert pendant la Première Guerre mondiale comme colonel dans l'état-major de la Direction du renseignement au War Office.
De 1919 à 1930, il est le principal secrétaire adjoint de la Commission impériale des sépultures de guerre.
Lord Sligo épouse Lillian Whiteside Chapman, fille de Charles Chapman, le 18 novembre 1910. Il meurt en mai 1951, âgé de 84 ans, et est remplacé par son jeune frère, Lord Terence Browne.

## Distinctions

### Décorations britanniques
- Compagnon de l'Ordre du Bain
- Chevalier Commandeur de l'Ordre de l'Empire britannique
- British War Medal (26 juillet 1919)
- Victory Medal (1er septembre 1919)
- Médaille de la Reine d'Afrique du Sud (1900)
- Médaille du jubilé d'or de Victoria (21 juin 1887)
- Médaille du jubilé de diamant de Victoria (20 juin 1897)
- Médaille du couronnement du roi Édouard VII (26 juin 1902)
- Médaille du couronnement du roi George V (30 juin 1911)
- Médaille du jubilé d'argent de George V (6 mai 1935)
- Médaille du couronnement du roi George VI (12 mai 1937)

### Décorations étrangères
- Chevalier de l'Ordre de la Légion d'honneur